# Lansibäume

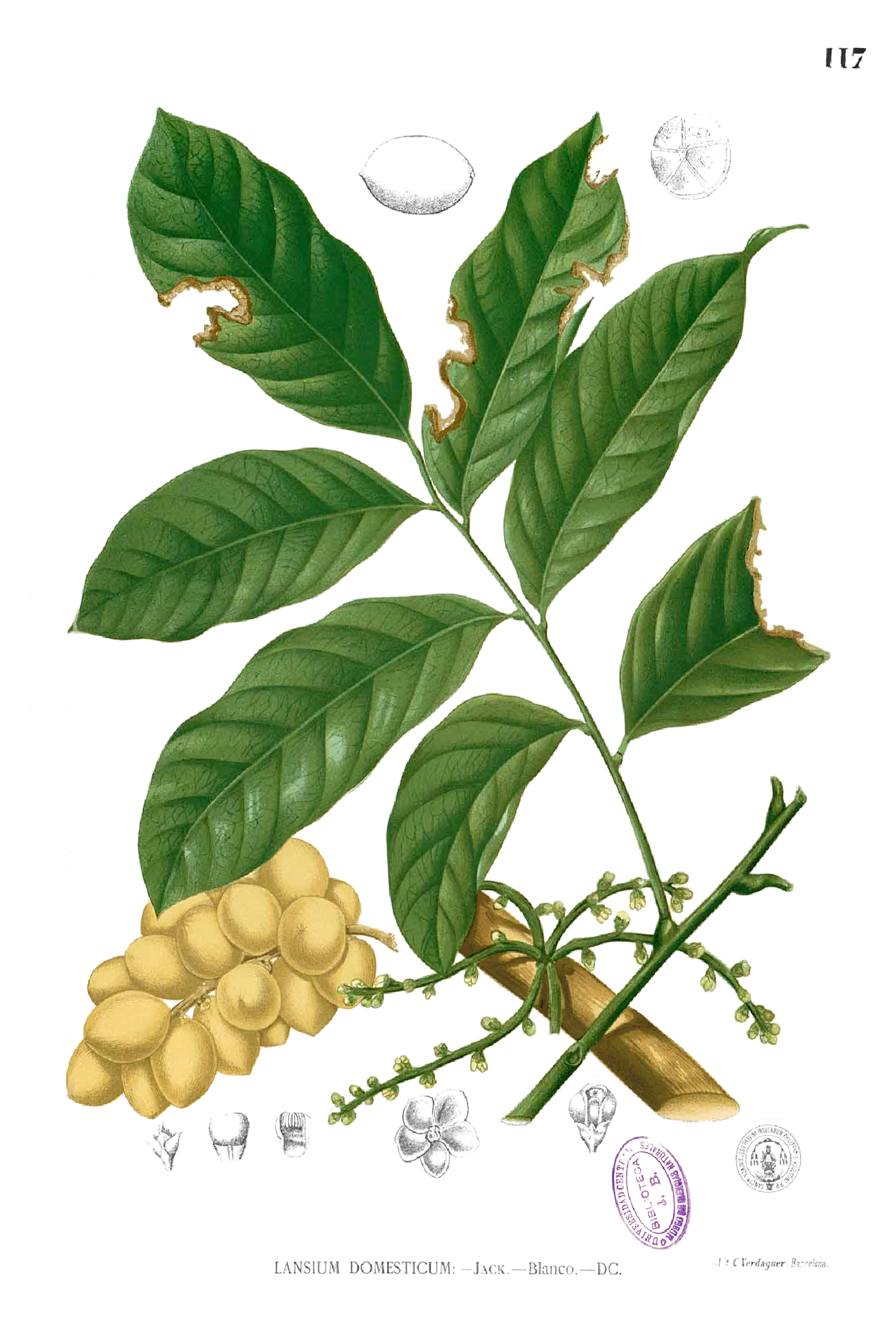
Illustration des Lansibaumes (Lansium domesticum)

Die Lansibäume (Lansium) sind eine Pflanzengattung von  in der Familie der Mahagonigewächse (Meliaceae). Die drei Arten sind in Südostasien heimisch.

## Beschreibung
Lansium Arten sind diözische oder monözische Bäume die bis 30 Meer hoch werden. Es werden oft Brettwurzeln gebildet oder der Stamm ist an der Basis geriffelt. Die Bäume führen einen klebrigen Milchsaft.
Die wechselnd paarig bzw. falsch unpaarig gefiederten  und wechselständigen Blättern sind bis 50 Zentimeter lang und gestielt. Die großen Blättchen sind gestielt, mit manchmal Pulvini an den Stielen und eiförmig, elliptisch bis verkehrt-eiförmig, sowie ganzrandig und bespitzt oder spitz bis geschwänzt an der Spitze. Nebenblätter fehlen. Die Blättchen sind meist kahl auf der Oberseite und unterseits spärlich bis schwach behaart.  An den Blattstielen können ebenfalls Pulvini vorhanden sein
Die cauliflor am Stamm oder ramiflor an den Ästen und an den Zweigen erscheinenden Blütenstände sind Trauben, Ähren oder selten Rispen. Die kurz gestielten Blüten sind fünfzählig und zwittrig oder unisexuell mit doppelter Blütenhülle. Der kurze Kelch ist becherförmig. Die Kronblätter sind cremefarben oder weiß. Die zehn, kurzen Staubblätter sind zu einer fleischigen Röhre verwachsen. Der haarige Fruchtknoten ist oberständig mit breitem, haarigen Griffel.
Die Früchte sind Beeren mit 1 bis 5 Samen und weichem Perikarp. Die Samen besitzen oft einen Arillus.
Die Chromosomenzahl beträgt 2n = 144.

## Nutzung
Der Lansibaum wird wegen seiner schmackhaften Früchte als Obstbaum in Südostasien und in Südindien kultiviert.

## Systematik
Es sind drei Arten anerkannt:
- Lansium breviracemosum Kosterm.: Sie kommt auf Sumbawa vor.[3]
- Lansibaum (Lansium domesticum Corrêa): Sie kommt im südlichen Thailand, in Malaysia, auf Sumatra, Borneo und Java vor.[3]
- Lansium membranaceum (Kosterm.) Mabb.: Sie kommt in Sumatra vor.[3]

Hierbei stammt die Erstbeschreibung von Lansium domesticum aus dem Jahr 1807, während die beiden anderen Arten erst 1965 beziehungsweise 1985 beschrieben wurden. Eine weitere 1846 als Lansium silvestre M.Roem. beschriebene Art ist mittlerweile unter dem Taxon Aglaia silvestris (M.Roem.) Merr. in eine andere Gattung eingeordnet worden.